# 益虫
益虫（えきちゅう、英: Beneficial insects）は、人間の生活の役に立つ昆虫。さらに農業のほか各種の業界や日常生活において、人間に何らかの利益をもたらす虫（クモ類なども挙げられる）を指す概念である。害虫の対義語であるが、同一種であっても見方によって益虫にも害虫にもなることがある。

## 概要
益虫とされる虫には次のような働きをもつものが挙げられる。
害虫の捕食
特に農業では植物に被害をもたらす虫を捕食する虫は、作物の食害や植物の病気を回避させたり、殺虫剤の使用量を低減させるのに役立つ。その中には生物農薬として販売されているものもある。
植物の受粉
ミツバチやチョウなどは花粉を媒介して植物の受粉に役立っている。
食材や素材の生産
蜂蜜を作り出すミツバチや絹糸を作り出すカイコなど経済的資源を作り出す。
フンや死骸の分解
動物のフン、生物の死骸、枯れた植物などの有機物を分解する。
なお、ユスリカ（有機物の分解による川や池の浄化）、ヤスデやムカデ（腐植質の分解）など、不快害虫などに分類される一方で益虫の役割が挙げられるものがある。

## 世界三大益虫
世界三大益虫としてミツバチ、カイコ、ラックカイガラムシが挙げられる。

## 益虫と生態系
昆虫類やクモ類には益虫にも害虫にも挙げられない虫が圧倒的に多いが、益虫が害虫の天敵などの役割で有効に働くためには、これらを含めた多様な昆虫相が餌として必要である。過去の研究では、天敵のクモが有効であるとして、やたらに増やしたりすると餌不足や共食いを起こしてしまい、ツマグロヨコバイが増えるという数理モデルが発表されている。
また、「益虫」として積極的に導入された外来種の中には、ハウスなどから逃げ出して野生化し、在来種を圧迫しているものもある。